# Caragana alpina
Caragana alpina är en ärtväxtart som beskrevs av Ying Xing Liou. Caragana alpina ingår i släktet karaganer, och familjen ärtväxter. Inga underarter finns listade i Catalogue of Life.